# Zerobaseone
Zerobaseone (coréen : 제로베이스원, communément abrégé ZB1) est un boys band sud-coréen formé dans le cadre du concours de téléréalité Boys Planet de Mnet en 2023. Il est géré par WakeOne. Le groupe est composé de neuf membres : Kim Ji-woong, Zhang Hao, Sung Han-bin, Seok Matthew, Kim Tae-rae, Ricky, Kim Gyu-vin, Park Gun-wook et Han Yu-jin. Le groupe débute le 10 juillet 2023 avec son premier mini-album Youth in the Shade et sera actif pendant deux ans et demi,.
En 2023, Zerobaseone se voit décerner le titre de meilleur nouvel artiste de l'année aux cinq plus grandes cérémonies de récompenses musicales de Corée du Sud, à savoir les MAMA Awards, les MelOn Music Awards, les Golden Disc Awards, les Circle Chart Music Awards et les Seoul Music Awards. Le groupe effectue ainsi un « Rookie Grand Slam »,.

## Nom
Le nom du groupe, Zerobaseone (제로베이스원), représente « le parcours de neuf stagiaires qui doit aboutir à une entité unique après leurs débuts ». Il se réfère au « début glorieux » des neuf membres, partant de zéro (0) et se terminant par un (1). Il implique l'engagement des membres à partager avec leurs fans le processus de transformation de leur groupe de zéro à un. Zerobaseone est communément abrégé en ZB1 (제베원).
Le nom officiel attribué aux fans du groupe, Zerose (제로즈), est révélé le 1er mai 2023. Ce nom est une combinaison des mots « zéro » et « rose ».

## Histoire

### Formation:Boys Planet
Zerobaseone est formé dans le cadre de l'émission de téléréalité Boys Planet de Mnet, diffusée du 2 février au 20 avril 2023. Ce programme vient succéder à Girls Planet 999 qui avait formé le groupe féminin Kep1er. L'émission réunit 98 candidats du monde entier, principalement de Corée du Sud, de Chine, de Taïwan, du Japon, de Thaïlande, du Vietnam, des États-Unis et du Canada, afin qu'ils s'affrontent dans plusieurs missions basées sur le chant, le rap et la danse,. Durant l'émission, les participants sont divisés en deux groupes : le « K-group » qui rassemble les participants coréens et le « G-group » qui rassemble les concurrents étrangers. Sur les 98 candidats initiaux, seuls les neuf premiers seront retenus pour former un boys band de K-pop multinational. Lors de la finale diffusée en direct le 20 avril 2023, le nom des neuf membres sélectionnés par le public est annoncé en même temps que le nom du groupe, Zerobaseone. Le groupe sera actif pour une durée de deux ans et demi.
Avant de participer à l'émission, plusieurs membres avaient déjà été actifs dans l'industrie du divertissement. En 2016, Kim Ji-woong faisait ses débuts au sein du groupe INX avec pour nom de scène Jinam (지남),. Il est également apparu en tant qu'acteur dans plusieurs web-séries telles que Kissable Lips (2022) et Roommates of Poongduck 304 (2022). 
Quant à Sung Han-bin, il a eu une carrière de danseur. En 2018, il a notamment participé à la performance de Wanna One sur leur titre Boomerang à l'occasion du SBS Gayo Daejeon. En 2019, il est monté sur scène aux côtés de BTS pour leur performance du titre Dionysus aux Mnet Asian Music Awards. 
En 2020, Kim Tae-rae a participé au concours de voix Top 10 Student diffusé sur KBS2.
En 2021, Park Gun-wook a participé à l'émission de téléréalité The Wild Idol de MBC. Il n'a cependant pas été retenu pour faire partie du boys band TAN,,.

### 2023: Débuts avecYouth in the ShadeetMelting Point

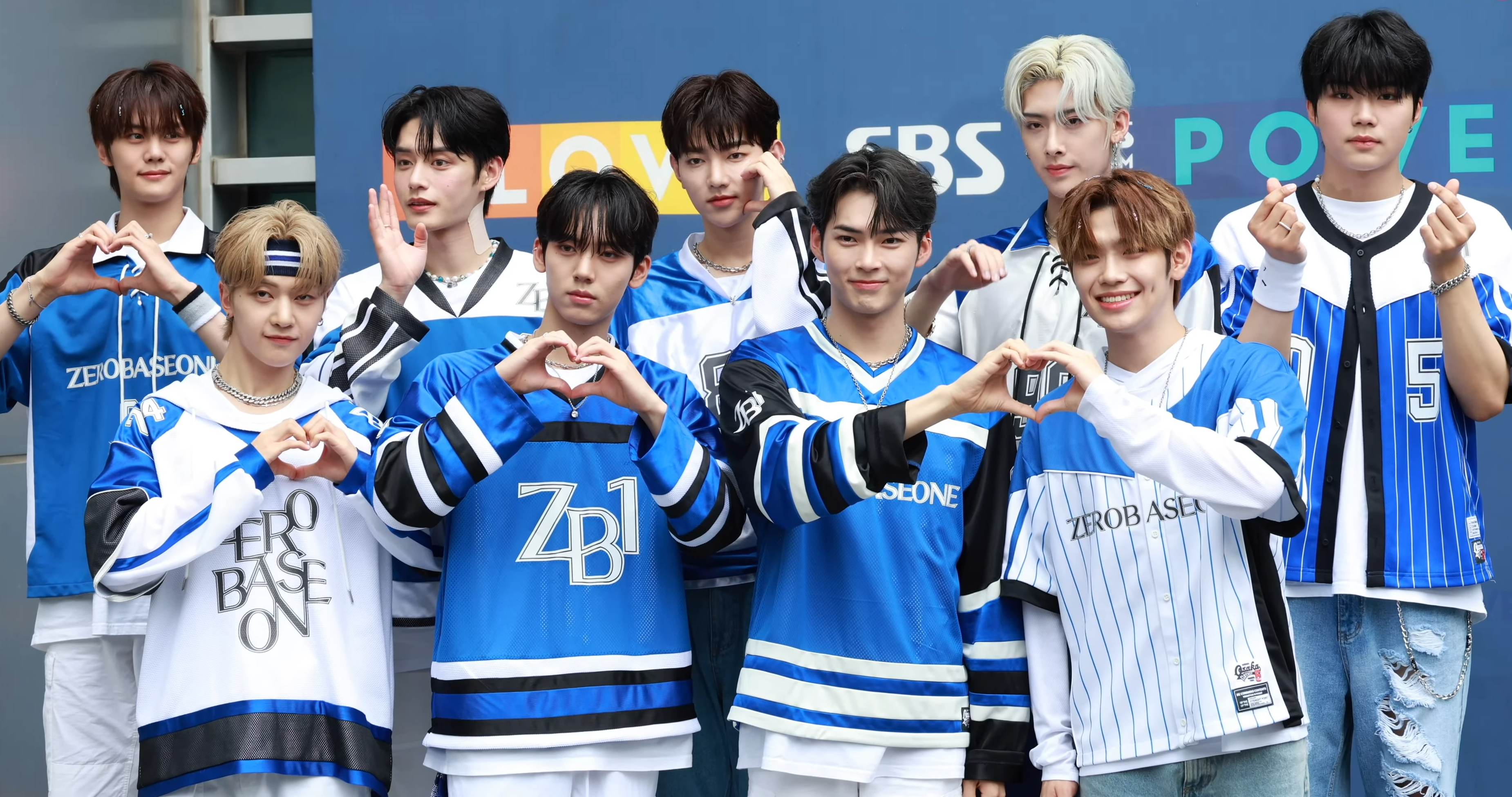
Zerobaseone posant devant la SBS Prism Tower en juillet 2023.

Le 24 avril 2023, WakeOne annonce que les membres de Zerobaseone se préparent dans l'optique de faire leurs débuts vers le milieu de l'année. Le 14 mai 2023, Zerobaseone publie un teaser intitulé Youth in the Shade, après avoir réalisé leur première performance de groupe à l'occasion du festival de KCON Japan 2023,. Les débuts du groupe annoncés en juillet 2023 sont confirmés par leur agence le 26 mai 2023. 
Avant même sa sortie, le premier mini-album de Zerobaseone bat plusieurs records. Youth in the Shade bat le record du nombre de précommandes pour un premier album de K-pop, en devenant le 4 juillet 2023 le premier à dépasser le million d'exemplaires précommandés pour un nouvel artiste,. Le 10 juillet 2023, le groupe Zerobaseone fait officiellement ses débuts avec la sortie du premier mini-album Youth in the Shade soutenu par leur tout premier single In Bloom. Le même jour, le groupe présente l'EP à la presse avec un premier showcase dans l'après-midi, suivi d'un autre showcase, Zerobaseone Debut Show: In Bloom, dédié à ses fans et diffusé en prime time sur Mnet,. Avec In Bloom, Zerobaseone obtient ses premières victoires dans une émission musicale sud-coréenne seulement huit jours après ses débuts. Le groupe remporte ainsi la première place dans l'émission The Show et l'émission Show Champion, respectivement le 18 juillet et le 19 juillet 2023,. D'autre part, Youth in the Shade continue d'exploser tous les records de vente en dépassant notamment les deux millions d'exemplaires vendus, une première pour un groupe de K-pop faisant ses débuts,. Le 15 août 2023, les membres de Zerobaseone réalisent leur premier concert dans l'enceinte du Gocheok Sky Dome à Séoul devant 18 000 personnes.
Le 20 août 2023, Zerobaseone annonce son premier comeback pour novembre 2023. Zerobaseone fait son retour le 6 novembre 2023 avec un mini-album intitulé Melting Point, accompagné de la sortie d'un clip officiel pour le titre principal Crush (가시). Un nouveau clip officiel est révélé le 19 novembre 2023, cette fois destiné au titre éponyme de l'album Melting Point. Dans sa première semaine de sortie, l'album se vend à plus de deux millions d'exemplaires.
En fin d'année 2023, Zerobaseone se voit décerner le titre de meilleur nouvel artiste de l'année aux cinq plus grandes cérémonies de récompenses musicales de Corée du Sud, à savoir les MAMA Awards, les MelOn Music Awards, les Golden Disc Awards, les Circle Chart Music Awards et les Seoul Music Awards. Le groupe effectue ainsi un « Rookie Grand Slam »,. D'autre part, le 29 novembre 2023, WakeOne annonce que les membres de Zerobaseone feront leurs débuts japonais en mars 2024 et seront représentés dans leurs futures activités au Japon par Lapone Entertainment,.

### 2024: Débuts japonais,You Had Me at Hello,Cinema Paradiseet première tournée
Le 7 mars 2024, Zerobaseone dévoile son tout premier single japonais Yura Yura -Unmei no Hana- (ゆらゆら -運命の花-). S'ensuit sa sortie officielle le 20 mars 2024 accompagnée des versions japonaises des deux premiers singles coréens du groupe, In Bloom et Crush. Yura Yura débute à la première place du classement d'Oricon et émerge comme un succès commercial immédiat. Il se vend à 187 000 exemplaires dès le jour de sa sortie, un record pour le premier single japonais d'un artiste de K-pop, et à plus de 300 000 exemplaires dans sa première semaine, un record pour un artiste étranger faisant ses débuts au Japon,. Ce single est finalement certifié double disque de platine (équivalent à 500 000 exemplaires vendus) par la RIAJ.

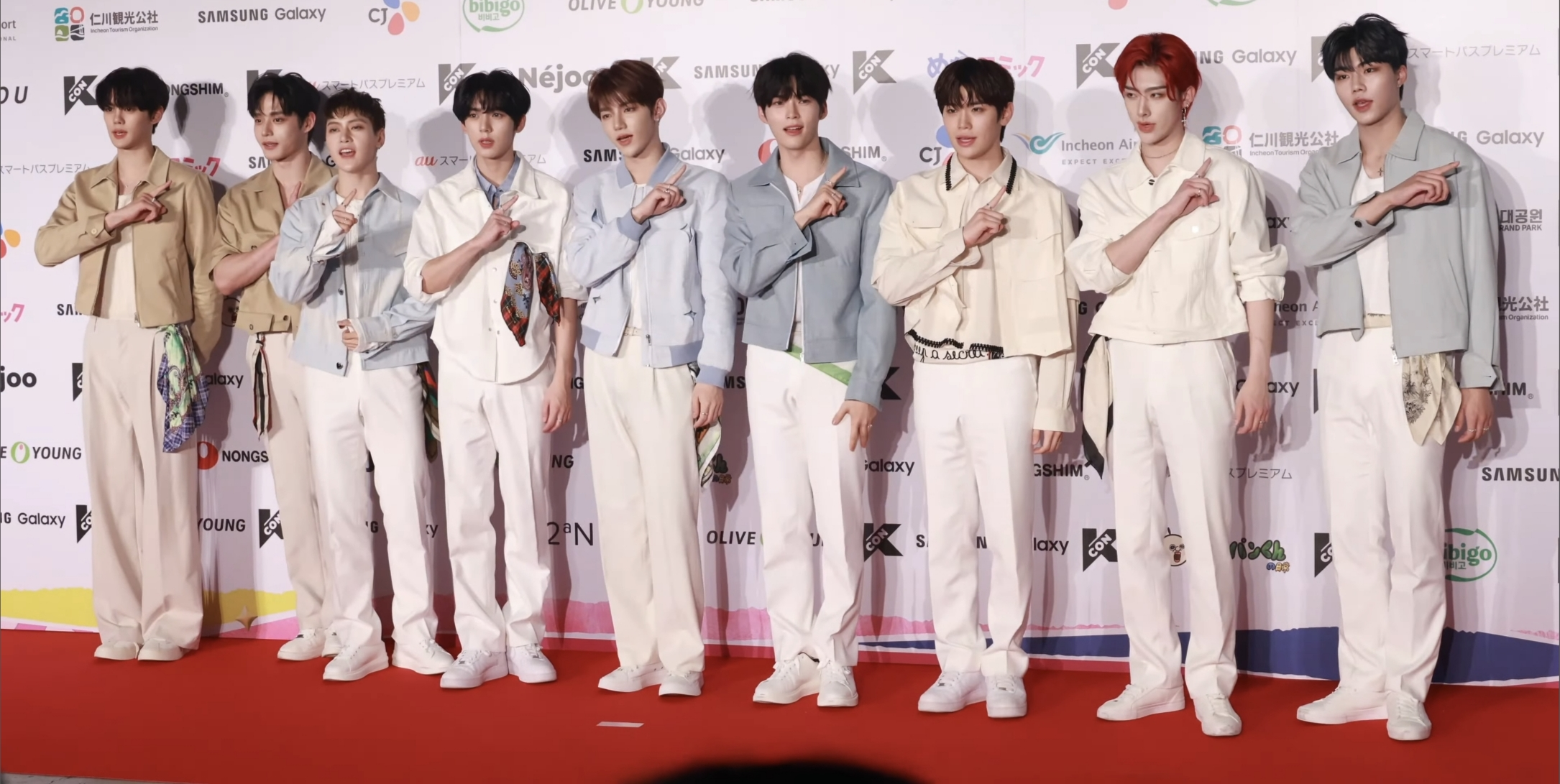
Zerobaseone au festival de KCON Japan 2024 en mai 2024.

À la suite de leur performance pour KCON Hong Kong 2024, Zerobaseone dévoile le 31 mars 2024 un teaser nommé Summer Came Early. Le 24 avril 2024 marque la publication de Sweat, un single promotionnel pour le prochain mini-album coréen du groupe. Le troisième mini-album You Had Me at Hello est finalement révélé le 13 mai 2024 simultanément avec le clip officiel du titre principal Feel the Pop. Grâce à ce titre, Zerobaseone obtient pour la première fois la victoire dans l'émission musicale Music Bank le 24 mai 2024. De plus, les ventes de You Had Me at Hello dépassent le million d'exemplaires dès son premier jour de sortie.
Le quatrième mini-album de Zerobaseone sort le 26 août 2024. Il s'intitule Cinema Paradise et s'accompagne du single Good So Bad. Avec ce titre, Zerobaseone se voit décerner la première place dans cinq émissions musicales sud-coréennes différentes. Celles-ci incluent notamment pour la première fois les émissions M Countdown et Inkigayo, respectivement le 5 septembre et le 8 septembre 2024,. Pour la quatrième fois consécutive depuis ses débuts, Zerobaseone dépasse le million de ventes d'exemplaires avec Cinema Paradise.
La programmation de la première tournée du groupe Zerobaseone est publiée le 29 avril 2024, et inclut plusieurs dates dans sept pays, exclusivement d'Asie de l'Est et du Sud-Est. Le 20 septembre 2024 marque le lancement de la première tournée internationale de Zerobaseone nommée Timeless World, à l'occasion de leur concert au KSPO Dome de Séoul. Cette première tournée continentale ayant réuni plus de 140 000 spectateurs se conclut le 5 décembre 2024 à la K-Arena de Yokohama, au Japon,.
Le 27 septembre 2024, il est annoncé que Zerobaseone sera l'interprète du prochain thème musical de la série animée japonaise Pokémon. Le titre Only One Story est révélé dans l'épisode du 11 octobre 2024 de la série Pokémon Les Horizons en tant que générique d'ouverture de l'arc 4 : L'ascension de Rayquaza,.

### 2025:PrezentetBlue Paradise
Le 14 janvier 2025, le clip officiel de leur nouveau single japonais Now or Never est dévoilé. Ce single constitue le titre principal du premier mini-album japonais de Zerobaseone intitulé Prezent qui fait sa sortie le 29 janvier 2025. Prezent est certifié disque de platine.
Parallèlement à leurs promotions japonaises, les membres de Zerobaseone préparent la publication d'un cinquième mini-album coréen. Le 20 janvier 2025, la chanson Doctor! Doctor! est révélée comme single promotionnel. S'ensuivent le 24 février 2025 la sortie du mini-album Blue Paradise et la publication du clip officiel du titre principal Blue. Les ventes de Blue Paradise dépassent le million d'exemplaires en moins de vingt-quatre heures. Le même jour, il est rapporté que WakeOne évalue un plan d'extension de la durée d'activité contractuelle du groupe censé prendre fin en janvier 2026.
Le 20 avril 2025 est dévoilé le projet d'une seconde tournée mondiale prévue aux environs d'octobre 2025.

## Membres
| Nom           | Nom              | Date de naissance | Nationalité | Agence                  |
| Romanisé      | Coréen / Chinois | Date de naissance | Nationalité | Agence                  |
| ------------- | ---------------- | ----------------- | ----------- | ----------------------- |
| Kim Ji-woong  | 김지웅           | 14 décembre 1998  | Sud-coréen  | Nest Management         |
| Zhang Hao     | 장하오 / 章昊    | 25 juillet 2000   | Chinois     | Yuehua Entertainment    |
| Sung Han-bin  | 성한빈           | 13 juin 2001      | Sud-coréen  | The L1ve - Studio GL1DE |
| Seok Matthew  | 석매튜           | 28 mai 2002       | Canadien    | MNH Entertainment       |
| Kim Tae-rae   | 김태래           | 14 juillet 2002   | Sud-coréen  | WakeOne                 |
| Ricky         | 리키 / 沈泉锐    | 20 mai 2004       | Chinois     | Yuehua Entertainment    |
| Kim Gyu-vin   | 김규빈           | 30 août 2004      | Sud-coréen  | Yuehua Entertainment    |
| Park Gun-wook | 박건욱           | 10 janvier 2005   | Sud-coréen  | Jellyfish Entertainment |
| Han Yu-jin    | 한유진           | 20 mars 2007      | Sud-coréen  | Yuehua Entertainment    |

## Discographie

### Albums coréens
| Année                                                                       | Titre                               | Détails                                                 | Classements | Classements | Classements | Ventes                                            |
| Année                                                                       | Titre                               | Détails                                                 | COR         | JAP         | USA         | Ventes                                            |
| --------------------------------------------------------------------------- | ----------------------------------- | ------------------------------------------------------- | ----------- | ----------- | ----------- | ------------------------------------------------- |
| 2023                                                                        | Youth in the Shade (1er mini-album) | - Date de sortie : 10 juillet 2023 - Label : WakeOne    | 1           | 2           | —           | - COR : plus de 2 037 000 - JAP : plus de 104 600 |
| 2023                                                                        | Melting Point (2e mini-album)       | - Date de sortie : 6 novembre 2023 - Label : WakeOne    | 2           | 2           | —           | - COR : plus de 1 869 000 - JAP : plus de 70 800  |
| 2024                                                                        | You Had Me at Hello (3e mini-album) | - Date de sortie : 13 mai 2024 - Label : WakeOne        | 1           | 1           | —           | - COR : plus de 1 327 000 - JAP : plus de 82 900  |
| 2024                                                                        | Cinema Paradise (4e mini-album)     | - Date de sortie : 26 août 2024 - Label : WakeOne       | 1           | 4           | —           | - COR : plus de 1 162 000 - JAP : plus de 87 700  |
| 2025                                                                        | Blue Paradise (5e mini-album)       | - Date de sortie : 24 février 2025 - Label : WakeOne    | 1           | 1           | 28          | - COR : plus de 1 321 000 - JAP : plus de 100 900 |
| 2025                                                                        | Never Say Never (1er album studio)  | - Date de sortie : 1er septembre 2025 - Label : WakeOne | À venir     | À venir     | À venir     | À venir                                           |
| "—" indique que l'album ne n'est pas classé ou n'est pas sorti dans ce pays |                                     |                                                         |             |             |             |                                                   |

### Albums japonais
| Année | Titre                    | Détails                                                             | Classement | Ventes                  |
| Année | Titre                    | Détails                                                             | JAP        | Ventes                  |
| ----- | ------------------------ | ------------------------------------------------------------------- | ---------- | ----------------------- |
| 2025  | Prezent (1er mini-album) | - Date de sortie : 29 janvier 2025 - Labels : WakeOne, Ariola Japan | 1          | - JAP : plus de 322 000 |

### Singles
| Année                                                           | Titre                                           | Classements | Classements | Classements | Album               |
| Année                                                           | Titre                                           | COR         | JAP         | MON         | Album               |
| Coréens                                                         | Coréens                                         | Coréens     | Coréens     | Coréens     | Coréens             |
| --------------------------------------------------------------- | ----------------------------------------------- | ----------- | ----------- | ----------- | ------------------- |
| 2023                                                            | In Bloom                                        | 38          | 22          | 182         | Youth in the Shade  |
| 2023                                                            | Crush (가시)                                    | 89          | 65          | —           | Melting Point       |
| 2024                                                            | Sweat                                           | —           | —           | —           | You Had Me at Hello |
| 2024                                                            | Feel the Pop                                    | 82          | 62          | —           | You Had Me at Hello |
| 2024                                                            | Good So Bad                                     | 39          | 39          | —           | Cinema Paradise     |
| 2025                                                            | Doctor! Doctor!                                 | 107         | —           | —           | Blue Paradise       |
| 2025                                                            | Blue                                            | 58          | 88          | —           | Blue Paradise       |
| 2025                                                            | Slam Dunk                                       | À venir     | À venir     | À venir     | Never Say Never     |
| Japonais                                                        |                                                 |             |             |             |                     |
| 2024                                                            | Yura Yura -Unmei no Hana- (ゆらゆら -運命の花-) | —           | 3           | —           | Hors album          |
| 2024                                                            | Only One Story                                  | —           | —           | —           | Prezent             |
| 2025                                                            | Now or Never                                    | —           | —           | —           | Prezent             |
| "—" indique que le single ne s'est pas classé dans cette région |                                                 |             |             |             |                     |

### Bandes originales
| Année                                                          | Titre                                   | Classement | Album                    |
| Année                                                          | Titre                                   | COR        | Album                    |
| Coréennes                                                      | Coréennes                               | Coréennes  | Coréennes                |
| -------------------------------------------------------------- | --------------------------------------- | ---------- | ------------------------ |
| 2024                                                           | Reaching for You (내일의 너에게 닿기를) | —          | Love Next Door OST       |
| 2024                                                           | Checkmate (Prod. Czaer)                 | —          | Stage Fighter (STF) OST  |
| 2025                                                           | Back Packer                             | —          | Study Group OST          |
| 2025                                                           | Running (달려가)                        | —          | I Am a Running Mate OST  |
| 2025                                                           | D-Day                                   | —          | Head over Heels OST      |
| Japonaises                                                     |                                         |            |                          |
| 2024                                                           | Only One Story                          | —          | Pokémon Les Horizons OST |
| "—" indique que le titre ne s'est pas classé dans cette région |                                         |            |                          |

## Tournées

### Tournées mondiales
| Titre                                            | Date(s)                              | Pays         | Ville     | Lieu                       | Audience | Réf.   |
| ------------------------------------------------ | ------------------------------------ | ------------ | --------- | -------------------------- | -------- | ------ |
| 2024 Zerobaseone The First Tour - Timeless World | 20, 21 et 22 septembre 2024          | Corée du Sud | Séoul     | KSPO Dome                  | 30 000   | [ 86 ] |
| 2024 Zerobaseone The First Tour - Timeless World | 28 septembre 2024                    | Singapour    | Singapour | Singapore Indoor Stadium   | 8 000    | [ 87 ] |
| 2024 Zerobaseone The First Tour - Timeless World | 5 octobre 2024                       | Thaïlande    | Bangkok   | Impact Exhibition Hall 5-6 | —        | [ 88 ] |
| 2024 Zerobaseone The First Tour - Timeless World | 12 octobre 2024                      | Philippines  | Manille   | SM Mall of Asia Arena      | —        | [ 89 ] |
| 2024 Zerobaseone The First Tour - Timeless World | 26 octobre 2024                      | Indonésie    | Jakarta   | ICE BSD City Hall 5-6      | —        | [ 90 ] |
| 2024 Zerobaseone The First Tour - Timeless World | 2 et 3 novembre 2024                 | Chine        | Macao     | Galaxy Arena               | 20 000   | [ 91 ] |
| 2024 Zerobaseone The First Tour - Timeless World | 29, 30 novembre et 1er décembre 2024 | Japon        | Aichi     | Aichi Sky Expo Hall A      | 60 000   | [ 92 ] |
| 2024 Zerobaseone The First Tour - Timeless World | 4 et 5 décembre 2024                 | Japon        | Yokohama  | K-Arena Yokohama           | 60 000   | [ 92 ] |
| Total                                            | Total                                | Total        | Total     | Total                      | 140 000  | ,      |

### Concerts
| Titre                                   | Date(s)                 | Pays         | Ville    | Lieu             | Audience | Réf.   |
| --------------------------------------- | ----------------------- | ------------ | -------- | ---------------- | -------- | ------ |
| 2023 Zerobaseone Fan-Con                | 15 août 2023            | Corée du Sud | Séoul    | Gocheok Sky Dome | 18 000   | [ 94 ] |
| 2024 Zerobaseone Fan-Con in Japan       | 23 et 24 mars 2024      | Japon        | Yokohama | K-Arena Yokohama | 53 000   | [ 95 ] |
| 2025 Zerobaseone Fan-Con [Blue Mansion] | 18, 19 et 20 avril 2025 | Corée du Sud | Séoul    | KSPO Dome        | —        | [ 96 ] |

## Filmographie

### Cinéma
| Année | Titre                                      | Rôle(s)   | Notes                                                                          | Réf.   |
| ----- | ------------------------------------------ | --------- | ------------------------------------------------------------------------------ | ------ |
| 2025  | Zerobaseone The First Tour: Timeless World | Eux-mêmes | Film réunissant des prestations de la première tournée mondiale Timeless World | [ 97 ] |

### Émissions de télévision
| Année | Titre            | Chaîne | Notes                                                     | Réf.    |
| ----- | ---------------- | ------ | --------------------------------------------------------- | ------- |
| 2023  | Boys Planet      | Mnet   | Émission de téléréalité déterminant les membres du groupe | [ 98 ]  |
| 2023  | Camp Zerobaseone | Mnet   | Émission de téléréalité de Zerobaseone (pré-début)        | [ 99 ]  |
| 2024  | Immortal Songs   | KBS    | Vainqueurs de l'épisode 647 (spécial TVXQ)                | [ 100 ] |
| 2025  | The Manager      | MBC    | Épisode 344                                               | [ 101 ] |

### Émissions numériques
| Année        | Titre                  | Plateforme  | Notes                               | Réf.    |
| ------------ | ---------------------- | ----------- | ----------------------------------- | ------- |
| 2023-2024    | ZBTV                   | YouTube     | Émission de variétés de Zerobaseone | [ 102 ] |
| 2024         | Sports Club of the Sun | tvN         | Émission de variétés de Zerobaseone | [ 103 ] |
| 2024         | Zerobaseone Pick       | Visit Busan | Émission de voyage de Zerobaseone   | [ 104 ] |
| 2024-2025    | ZBTVing                | YouTube     | Émission de variétés de Zerobaseone | —       |
| 2025-Présent | ZBTVing2               | YouTube     | Émission de variétés de Zerobaseone | [ 105 ] |

## Distinctions

### Asia Artist Awards
| Année | Catégorie                  | Travail nommé | Résultat   | Réf.    |
| ----- | -------------------------- | ------------- | ---------- | ------- |
| 2023  | Rookie of the Year - Music | Zerobaseone   | Lauréat    | [ 106 ] |
| 2023  | Best Musician Award        | Zerobaseone   | Lauréat    | [ 106 ] |
| 2023  | Popularity Award - Music   | Zerobaseone   | Nomination | [ 106 ] |
| 2024  | Best Artist - Music        | Zerobaseone   | Lauréat    | [ 107 ] |
| 2024  | Best Musician Award        | Zerobaseone   | Lauréat    | [ 107 ] |
| 2024  | Popularity Award - Music   | Zerobaseone   | Nomination | [ 107 ] |

### Asia Star Entertainer Awards
| Année | Catégorie               | Travail nommé | Résultat | Réf.    |
| ----- | ----------------------- | ------------- | -------- | ------- |
| 2024  | Best New Artist         | Zerobaseone   | Lauréat  | [ 108 ] |
| 2025  | Performance of the Year | Zerobaseone   | Lauréat  | [ 109 ] |
| 2025  | The Platinum Award      | Zerobaseone   | Lauréat  | [ 109 ] |

### Asian Pop Music Awards
| Année | Catégorie                           | Travail nommé      | Résultat   | Réf.    |
| ----- | ----------------------------------- | ------------------ | ---------- | ------- |
| 2023  | Best New Artist (Overseas)          | Youth in the Shade | Lauréat    | [ 110 ] |
| 2024  | Best Group (Overseas)               | Cinema Paradise    | Nomination | [ 111 ] |
| 2024  | Top 20 Songs of the Year (Overseas) | Sweat              | Lauréat    | [ 111 ] |

### Circle Chart Music Awards
| Année | Catégorie                                       | Travail nommé      | Résultat   | Réf.    |
| ----- | ----------------------------------------------- | ------------------ | ---------- | ------- |
| 2023  | Artist of the Year - Physical Album             | Youth in the Shade | Nomination | [ 112 ] |
| 2023  | Rookie of the Year - Physical Album             | Youth in the Shade | Lauréat    | [ 112 ] |
| 2023  | Rookie of the Year - Global Streaming           | In Bloom           | Nomination | [ 112 ] |
| 2023  | Rookie of the Year - Streaming Unique Listeners | In Bloom           | Nomination | [ 112 ] |
| 2023  | MuBeat Global Choice - Male                     | Zerobaseone        | Nomination | [ 112 ] |
| 2023  | Viaje Global Popularity Award                   | Zhang Hao          | Lauréat    | [ 112 ] |

### D Awards
| Année | Catégorie                         | Travail nommé   | Résultat   | Réf.    |
| ----- | --------------------------------- | --------------- | ---------- | ------- |
| 2025  | Record of the Year (Daesang)      | Cinema Paradise | Lauréat    | [ 113 ] |
| 2025  | Delights Blue Label Award         | Zerobaseone     | Lauréat    | [ 113 ] |
| 2025  | Best Stage                        | Zerobaseone     | Lauréat    | [ 113 ] |
| 2025  | Best Popularity Award - Boy Group | Zerobaseone     | Nomination | [ 113 ] |
| 2025  | UPICK Global Choice - Boy         | Zhang Hao       | Lauréat    | [ 113 ] |

### Golden Disc Awards
| Année | Catégorie                   | Travail nommé       | Résultat   | Réf.    |
| ----- | --------------------------- | ------------------- | ---------- | ------- |
| 2023  | Album of the Year (Daesang) | Youth in the Shade  | Nomination | [ 114 ] |
| 2023  | Best Album (Bonsang)        | Youth in the Shade  | Lauréat    | [ 114 ] |
| 2023  | Rookie Artist of the Year   | Zerobaseone         | Lauréat    | [ 114 ] |
| 2024  | Album of the Year (Daesang) | You Had Me at Hello | Nomination | [ 115 ] |
| 2024  | Best Album (Bonsang)        | You Had Me at Hello | Lauréat    | [ 115 ] |
| 2024  | Most Popular Artist - Male  | Zerobaseone         | Nomination | [ 115 ] |

### Hanteo Music Awards
| Année | Catégorie                     | Travail nommé | Résultat   | Réf.    |
| ----- | ----------------------------- | ------------- | ---------- | ------- |
| 2023  | Artist of the Year (Bonsang)  | Zerobaseone   | Lauréat    | [ 116 ] |
| 2023  | Rookie of the Year - Male     | Zerobaseone   | Lauréat    | [ 116 ] |
| 2023  | Global Artist - Africa        | Zerobaseone   | Nomination | [ 116 ] |
| 2023  | Global Artist - Asia          | Zerobaseone   | Nomination | [ 116 ] |
| 2023  | Global Artist - North America | Zerobaseone   | Nomination | [ 116 ] |
| 2023  | Global Artist - Oceania       | Zerobaseone   | Nomination | [ 116 ] |
| 2023  | Global Artist - South America | Zerobaseone   | Nomination | [ 116 ] |
| 2023  | WhosFandom Award              | Zerose (fans) | Nomination | [ 116 ] |
| 2024  | Artist of the Year (Bonsang)  | Zerobaseone   | Lauréat    | [ 117 ] |
| 2024  | Global Artist - Europe        | Zerobaseone   | Nomination | [ 117 ] |
| 2024  | WhosFandom Award - Male       | Zerose (fans) | Nomination | [ 117 ] |

### iHeartRadio Music Awards
| Année | Catégorie             | Travail nommé | Résultat   | Réf.    |
| ----- | --------------------- | ------------- | ---------- | ------- |
| 2024  | Best New K-Pop Artist | Zerobaseone   | Nomination | [ 118 ] |

### Japan Gold Disc Awards
| Année | Catégorie                 | Travail nommé | Résultat | Réf.    |
| ----- | ------------------------- | ------------- | -------- | ------- |
| 2025  | Best 3 New Artists (Asia) | Zerobaseone   | Lauréat  | [ 119 ] |

### K-World Dream Awards
| Année | Catégorie                          | Travail nommé | Résultat   | Réf.    |
| ----- | ---------------------------------- | ------------- | ---------- | ------- |
| 2023  | K-Global Bonsang (Main Prize)      | Zerobaseone   | Lauréat    | [ 120 ] |
| 2023  | K-Global Super Rookie              | Zerobaseone   | Lauréat    | [ 120 ] |
| 2024  | K-World Dream Bonsang (Main Prize) | Zerobaseone   | Lauréat    | ,       |
| 2024  | Jounalist Pick Artist              | Zerobaseone   | Lauréat    | ,       |
| 2024  | UPICK Popularity Award - Boy Group | Zerobaseone   | Nomination | ,       |
| 2024  | Global UPICK Choice Award          | Zhang Hao     | Lauréat    | ,       |

### Korea First Brand Awards
| Année | Catégorie      | Travail nommé | Résultat | Réf.    |
| ----- | -------------- | ------------- | -------- | ------- |
| 2025  | Best Male Idol | Zerobaseone   | Lauréat  | [ 123 ] |

### Korea Grand Music Awards
| Année | Catégorie                      | Travail nommé | Résultat | Réf.    |
| ----- | ------------------------------ | ------------- | -------- | ------- |
| 2024  | Grand Honor's Choice (Daesang) | Zerobaseone   | Lauréat  | [ 124 ] |
| 2024  | Best Artist                    | Zerobaseone   | Lauréat  | [ 124 ] |

### MAMA Awards
| Année | Catégorie                            | Travail nommé      | Résultat   | Réf.    |
| ----- | ------------------------------------ | ------------------ | ---------- | ------- |
| 2023  | Album of the Year (Daesang)          | Youth in the Shade | Sélection  | [ 125 ] |
| 2023  | Artist of the Year (Daesang)         | Zerobaseone        | Sélection  | [ 125 ] |
| 2023  | Song of the Year (Daesang)           | In Bloom           | Sélection  | [ 125 ] |
| 2023  | Worldwide Icon of the Year (Daesang) | Zerobaseone        | Nomination | [ 125 ] |
| 2023  | Best Dance Performance - Male Group  | In Bloom           | Nomination | [ 125 ] |
| 2023  | Best New Male Artist                 | Zerobaseone        | Lauréat    | [ 125 ] |
| 2023  | Favorite New Artist                  | Zerobaseone        | Lauréat    | [ 125 ] |
| 2023  | Worldwide Fans' Choice Top 10        | Zerobaseone        | Lauréat    | [ 125 ] |
| 2024  | Album of the Year (Daesang)          | Melting Point      | Sélection  | [ 126 ] |
| 2024  | Artist of the Year (Daesang)         | Zerobaseone        | Sélection  | [ 126 ] |
| 2024  | Fans' Choice of the Year (Daesang)   | Zerobaseone        | Nomination | [ 126 ] |
| 2024  | Best Male Group                      | Zerobaseone        | Nomination | [ 126 ] |
| 2024  | Fans' Choice Top 10 - Male           | Zerobaseone        | Lauréat    | [ 126 ] |
| 2024  | CJ Global Performance                | Zerobaseone        | Lauréat    | [ 126 ] |
| 2024  | Worldwide KCONER's Choice            | Zerobaseone        | Lauréat    | [ 126 ] |

### MelOn Music Awards
| Année | Catégorie                 | Travail nommé      | Résultat   | Réf.    |
| ----- | ------------------------- | ------------------ | ---------- | ------- |
| 2023  | Best New Artist           | Zerobaseone        | Lauréat    | [ 127 ] |
| 2023  | Kakao Favorite Star Award | Zerobaseone        | Nomination | [ 127 ] |
| 2023  | Millions Top 10 Album     | Youth in the Shade | Nomination | [ 127 ] |
| 2024  | Millions Top 10 Album     | Melting Point      | Nomination | [ 128 ] |

### Seoul Music Awards
| Année | Catégorie                  | Travail nommé | Résultat   | Réf.    |
| ----- | -------------------------- | ------------- | ---------- | ------- |
| 2023  | Main Award (Bonsang)       | Zerobaseone   | Lauréat    | [ 129 ] |
| 2023  | Rookie of the Year         | Zerobaseone   | Lauréat    | [ 129 ] |
| 2023  | Hallyu Special Award       | Zerobaseone   | Nomination | [ 129 ] |
| 2023  | Popularity Award           | Zerobaseone   | Nomination | [ 129 ] |
| 2025  | Main Award (Bonsang)       | Zerobaseone   | Lauréat    | [ 130 ] |
| 2025  | Best Album Award           | Blue Paradise | Lauréat    | [ 130 ] |
| 2025  | OST Award                  | Back Packer   | Nomination | [ 130 ] |
| 2025  | Hallyu Special Award       | Zerobaseone   | Nomination | [ 130 ] |
| 2025  | Popularity Award           | Zerobaseone   | Nomination | [ 130 ] |
| 2025  | K-pop World Choice - Group | Zerobaseone   | Nomination | [ 130 ] |

### The Fact Music Awards
| Année | Catégorie         | Travail nommé | Résultat | Réf.    |
| ----- | ----------------- | ------------- | -------- | ------- |
| 2023  | Next Leader Award | Zerobaseone   | Lauréat  | [ 131 ] |

### Victoires: Émissions Musicales
- 18 juillet 2023 : 1ère place dans The Show pour In Bloom
- 19 juillet 2023 : 1ère place dans Show Champion pour In Bloom
- 25 juillet 2023 : 1ère place dans The Show pour In Bloom
- 21 mai 2024 : 1ère place dans The Show pour Feel the Pop
- 22 mai 2024 : 1ère place dans Show Champion pour Feel the Pop
- 24 mai 2024 : 1ère place dans Music Bank pour Feel the Pop
- 28 mai 2024 : 1ère place dans The Show pour Feel the Pop
- 3 septembre 2024 : 1ère place dans The Show pour Good So Bad
- 4 septembre 2024 : 1ère place dans Show Champion pour Good So Bad
- 5 septembre 2024 : 1ère place dans M Countdown pour Good So Bad
- 6 septembre 2024 : 1ère place dans Music Bank pour Good So Bad
- 8 septembre 2024 : 1ère place dans Inkigayo pour Good So Bad
- 4 mars 2025 : 1ère place dans The Show pour Blue
- 5 mars 2025 : 1ère place dans Show Champion pour Blue
- 7 mars 2025 : 1ère place dans Music Bank pour Blue